# ロングリート

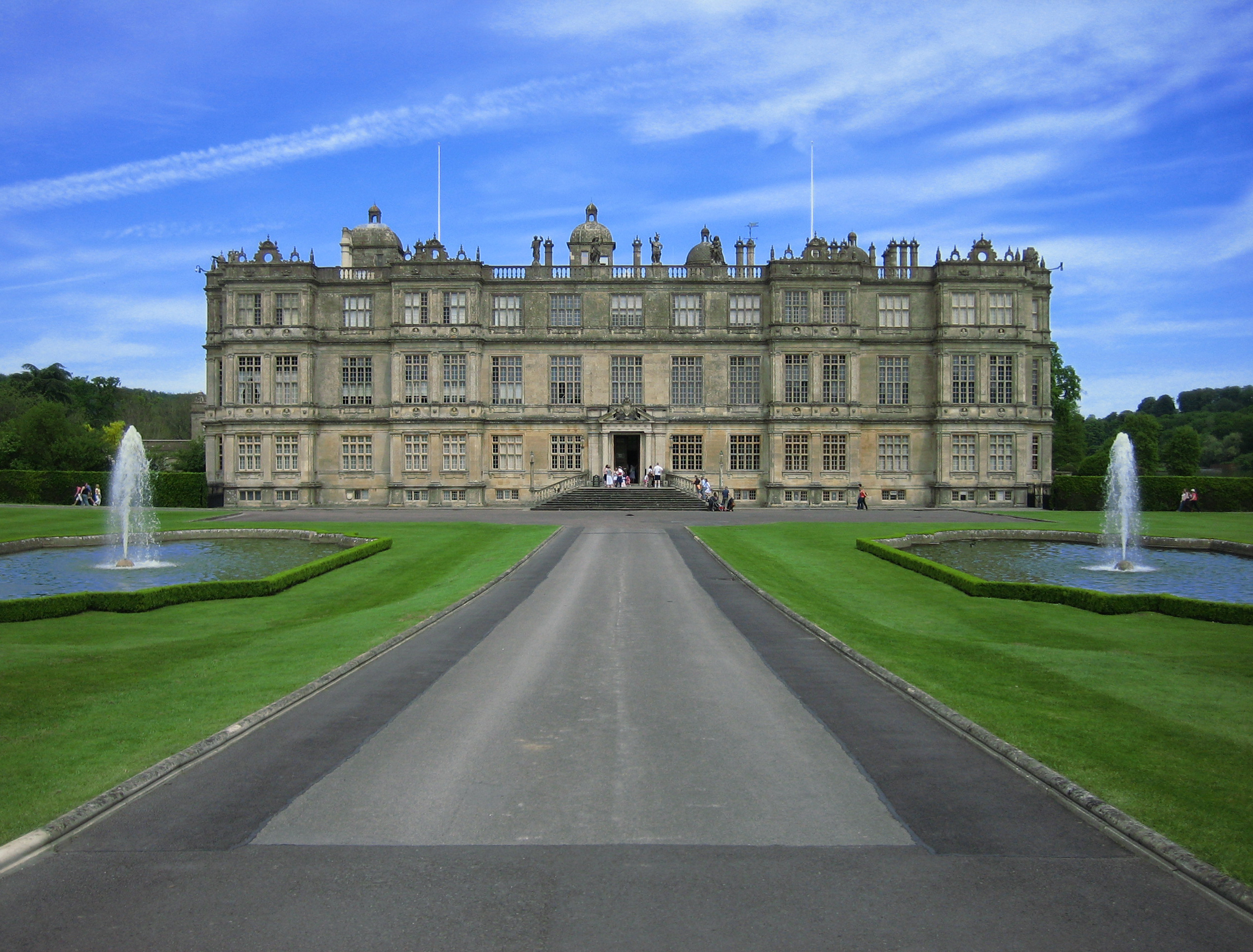
バース侯爵シン家の邸宅ロングリート・ハウス。1580年に完成したエリザベス様式の館

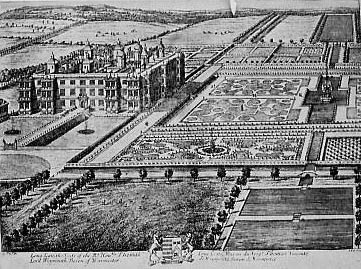
18世紀初期にレオナルド・ニフにより描かれた概観。フォーマル・ガーデンはこの時代のイングランドで流行していたが、その多くは18世紀後半になると風景式庭園へと改造された。

ロングリート (Longleat) はイングランドのウィルトシャーに存在するバース侯爵シン家のカントリー・ハウス。著明な造園家であるケイパビリティ・ブラウンによって設計された900エーカー (3.6 km2) の庭園と8,000エーカー (32 km2) の森林、農地が周囲に広がっている。ステイトリー・ホームとして初めて一般に公開されたカントリー・ハウスであり、アフリカ以外では世界初のサファリパークとしても知られている。

## 概要
以前存在した小修道院が1567年に火災で焼失したのを受けて、ロバート・スミスソンの設計に基づいてサー・ジョン・シンが建設した。建設に12年間を擁したこの邸宅はブリテン島におけるエリザベス朝建築の代表と見なされている。現在は第8代バース侯爵スーアリン・シンによって所有されている。
邸宅に付随して設けられているロングリート・サファリ・パークはボンゴなどの希少種を収容している。モンキー・パークは広大な敷地を擁しており、見て回るには車が必要である。イギリスのテレビ番組であるアニマル・パークはこの公園で撮影された。
1985年に「史上最大!第9回アメリカ横断ウルトラクイズ」の第14チェックポイントの舞台となった。

## ギャラリー

### ロングリートハウス内

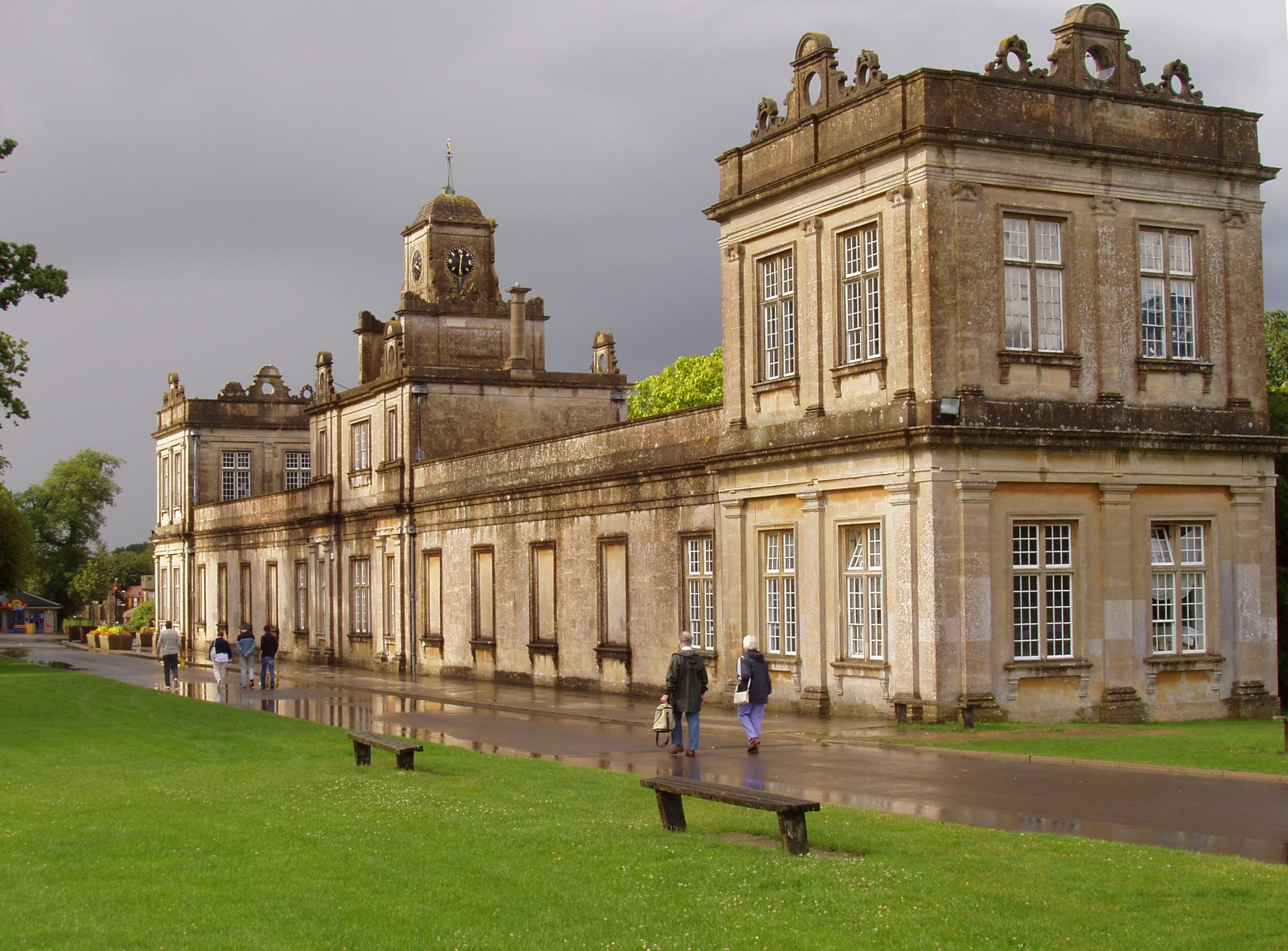
外観
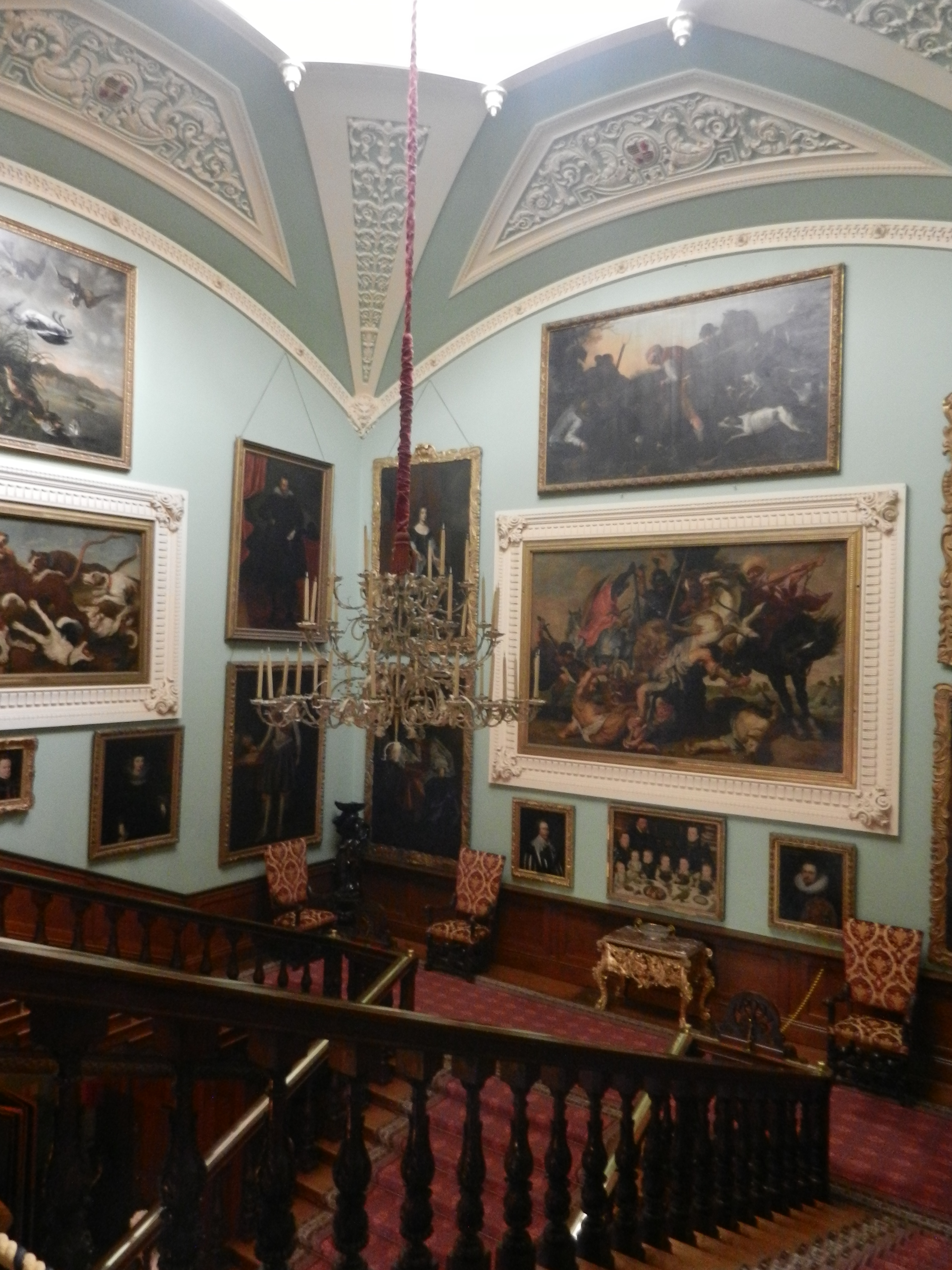
ステアケース
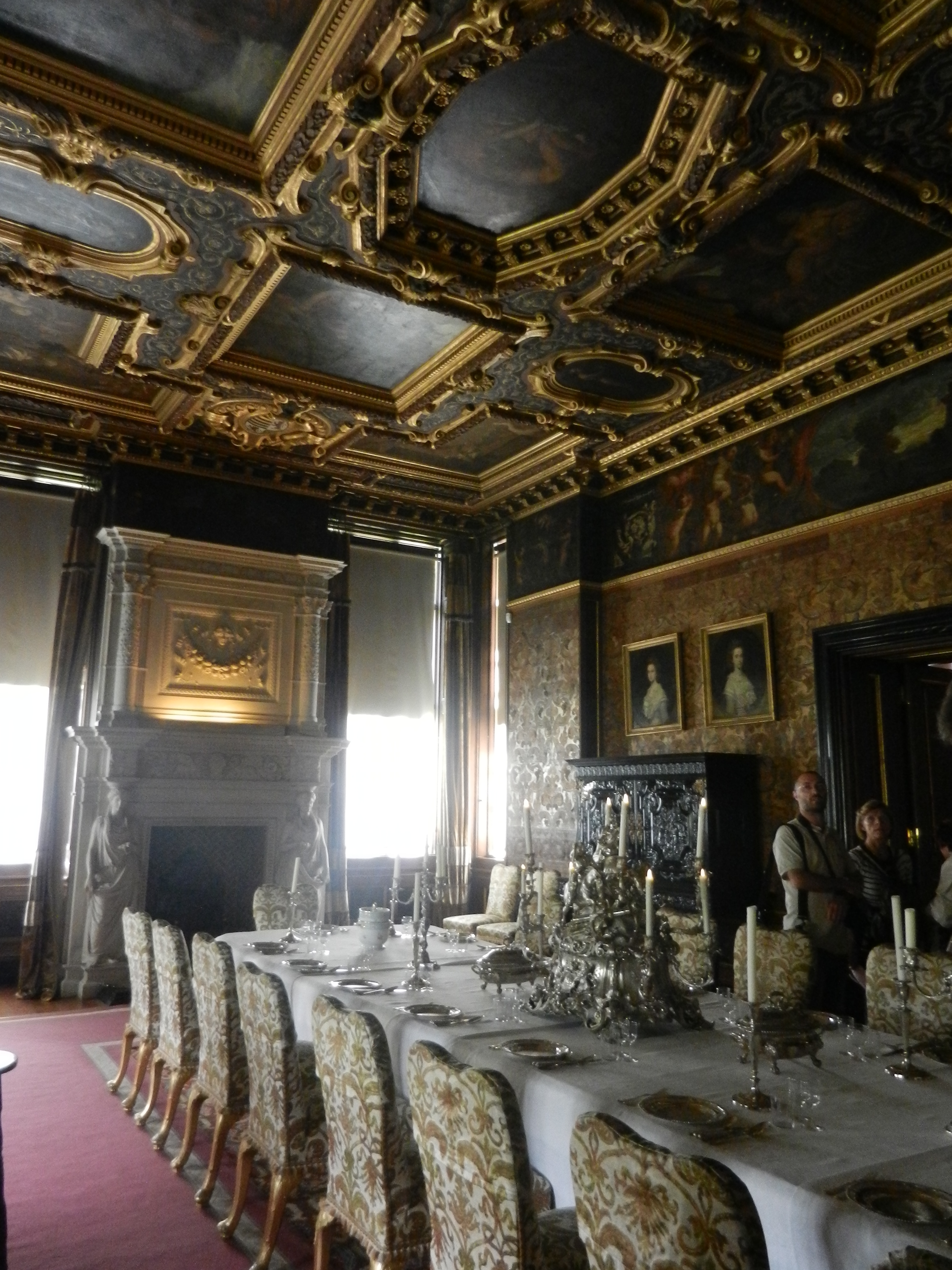
ダイニングルーム
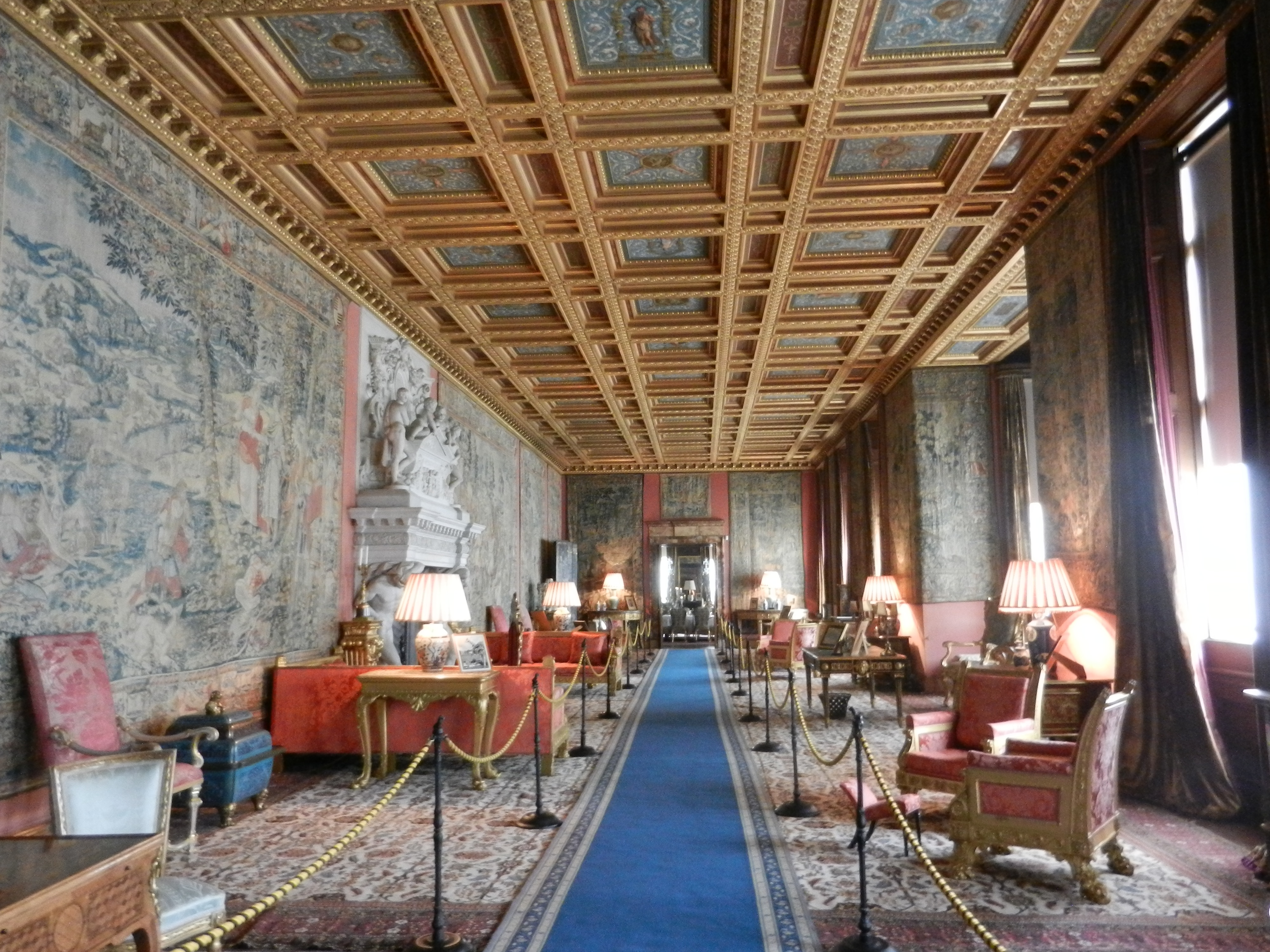
ギャラリー
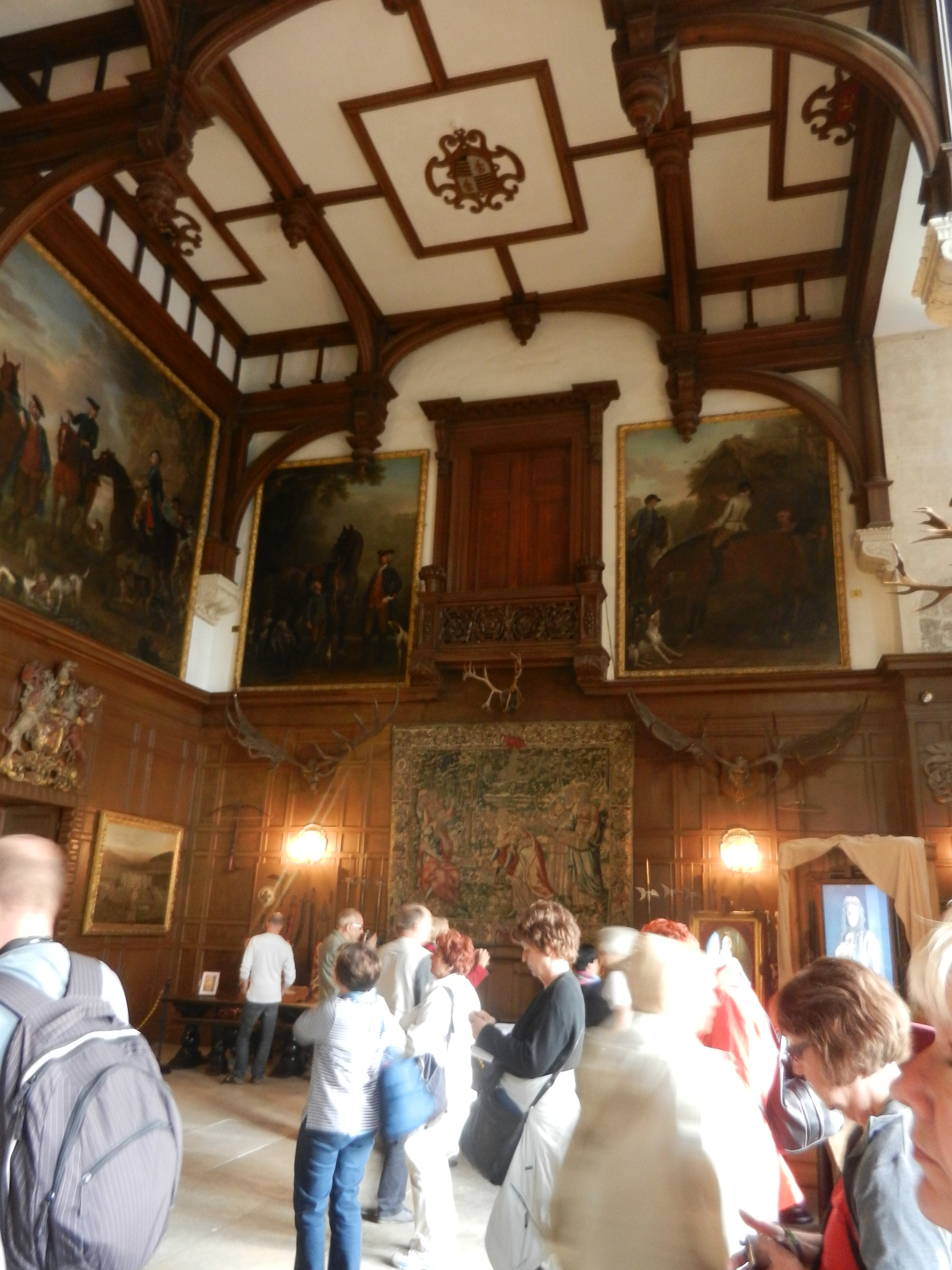
ハンティングルーム
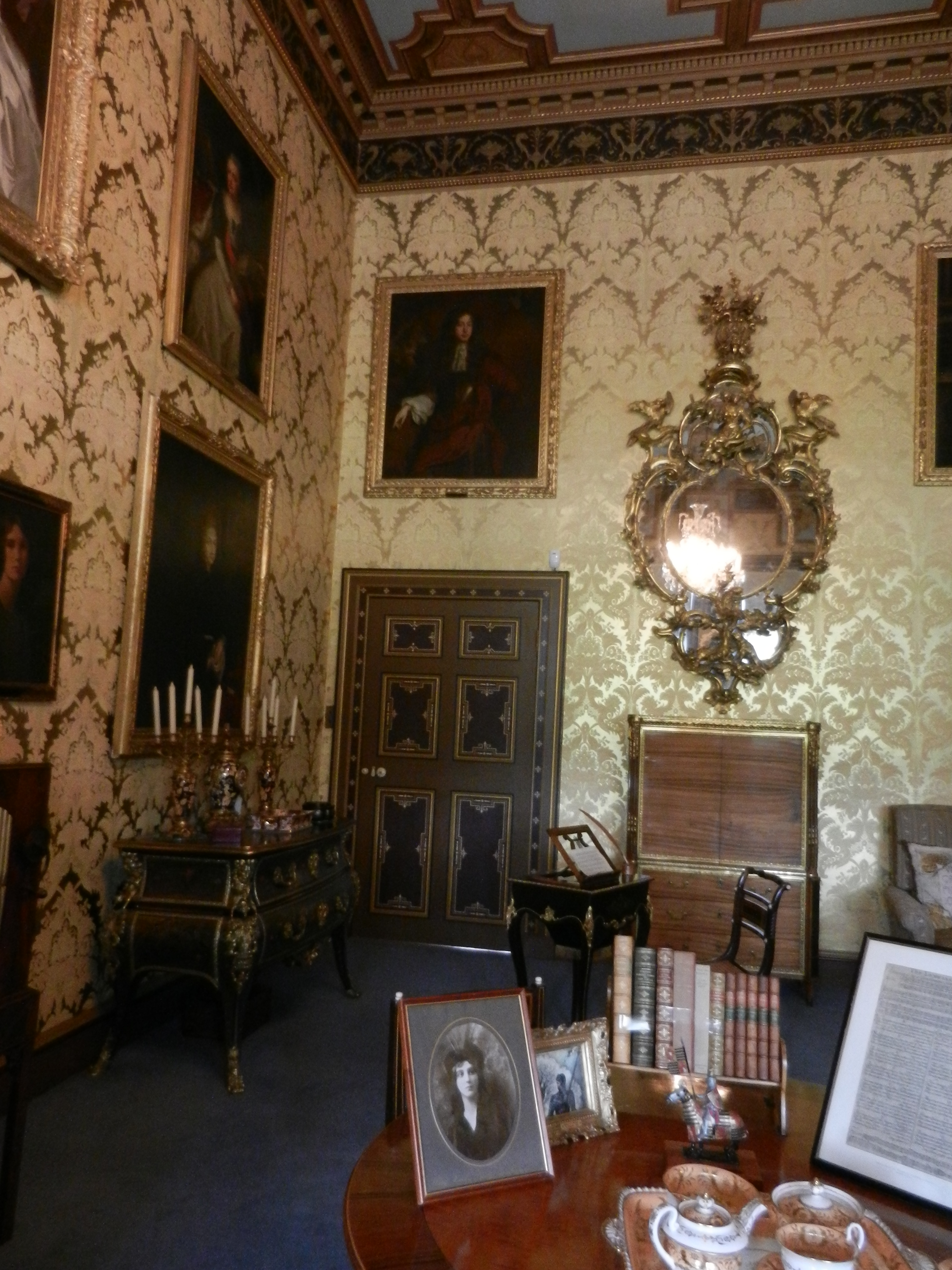
一室

### 邸外の敷地

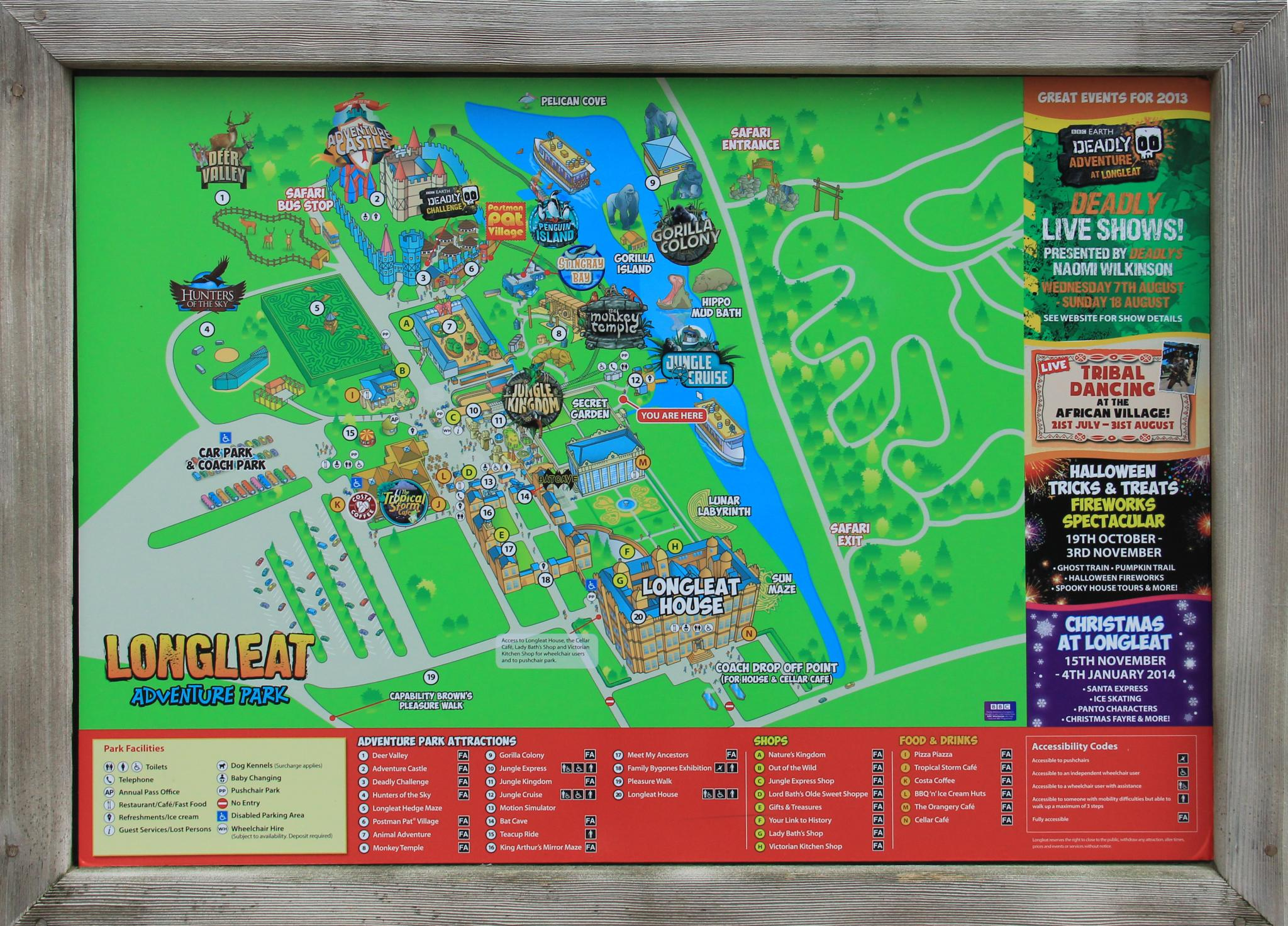
ロングリートの敷地内の地図
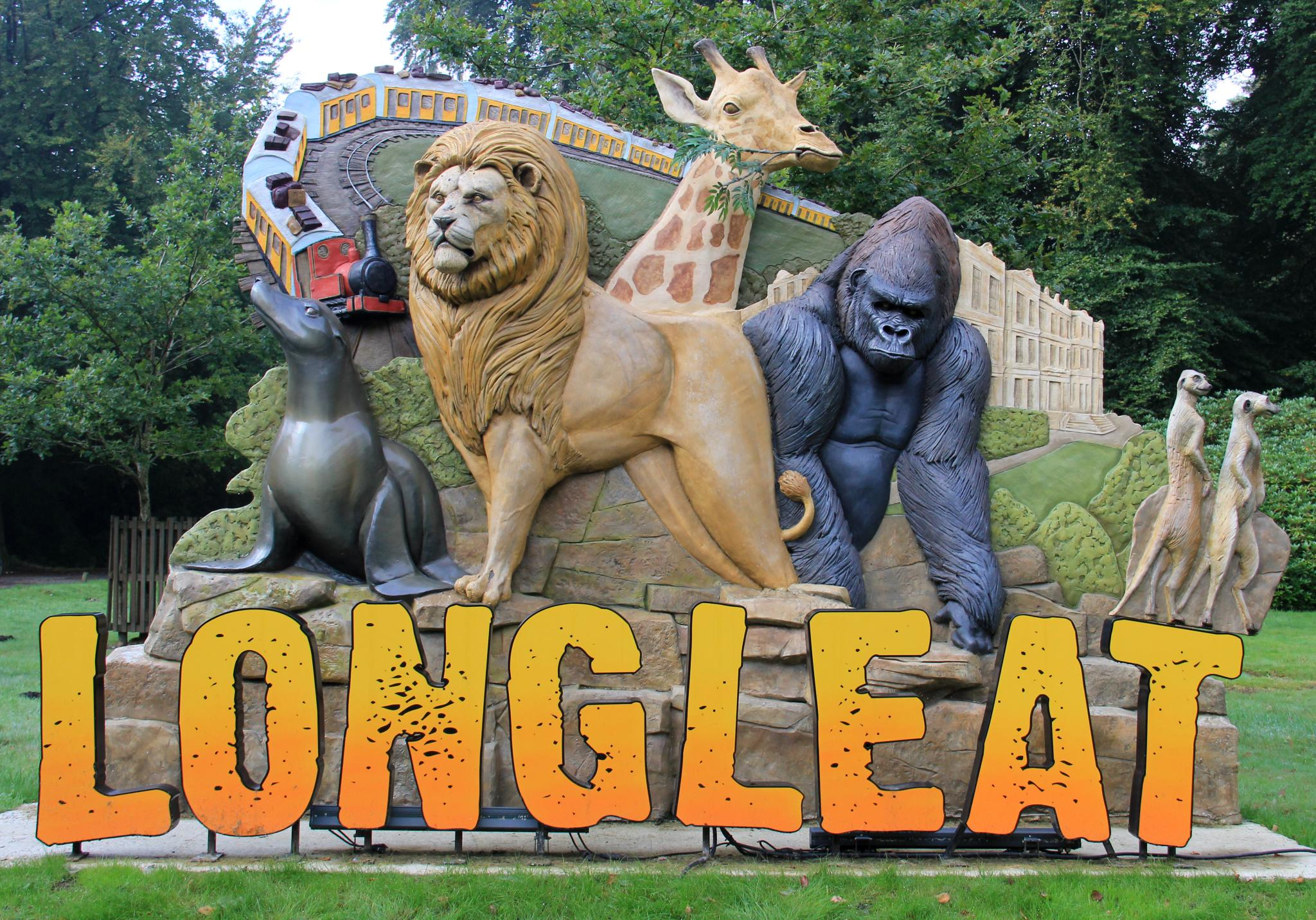
ロングリートの看板
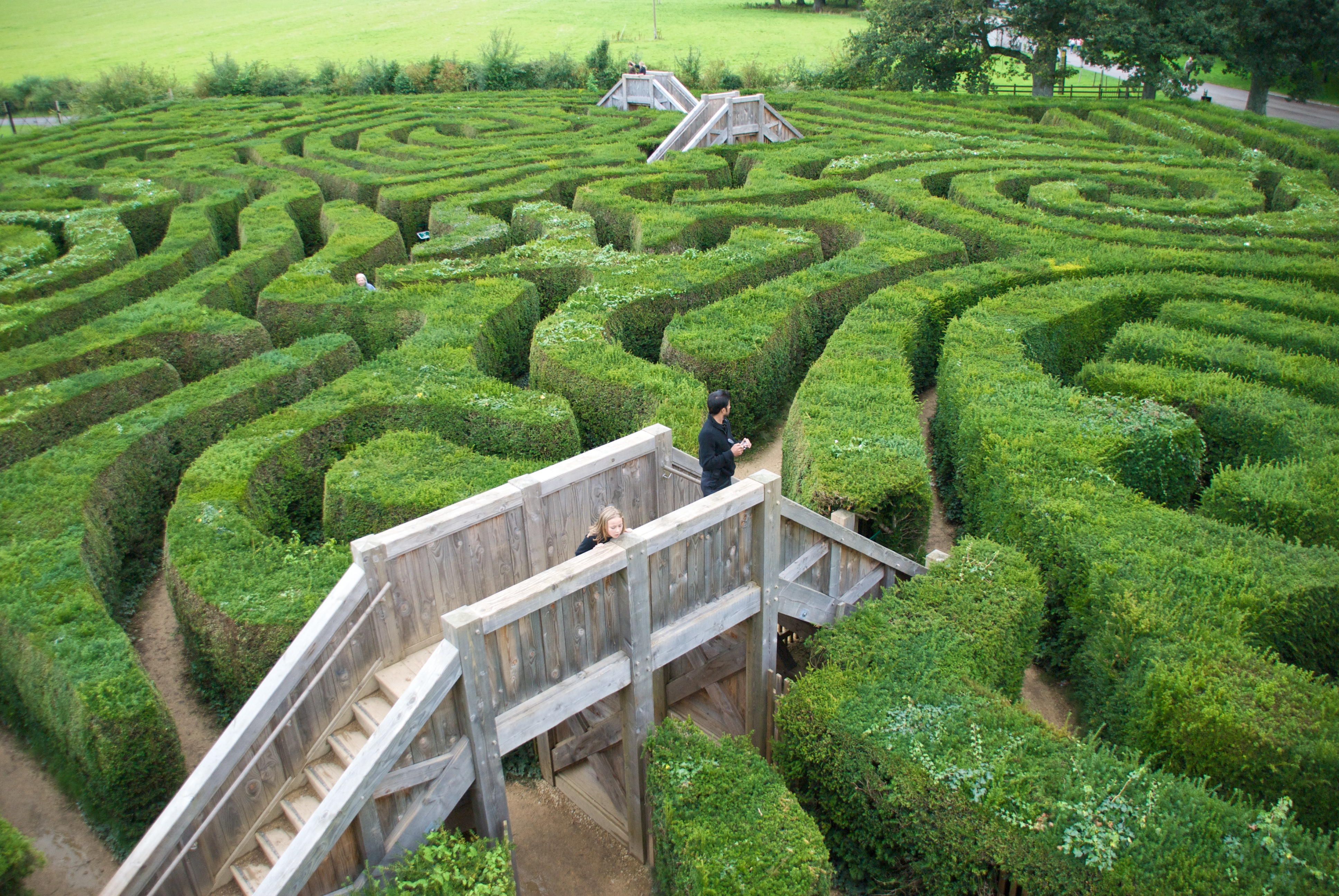
生垣の迷路
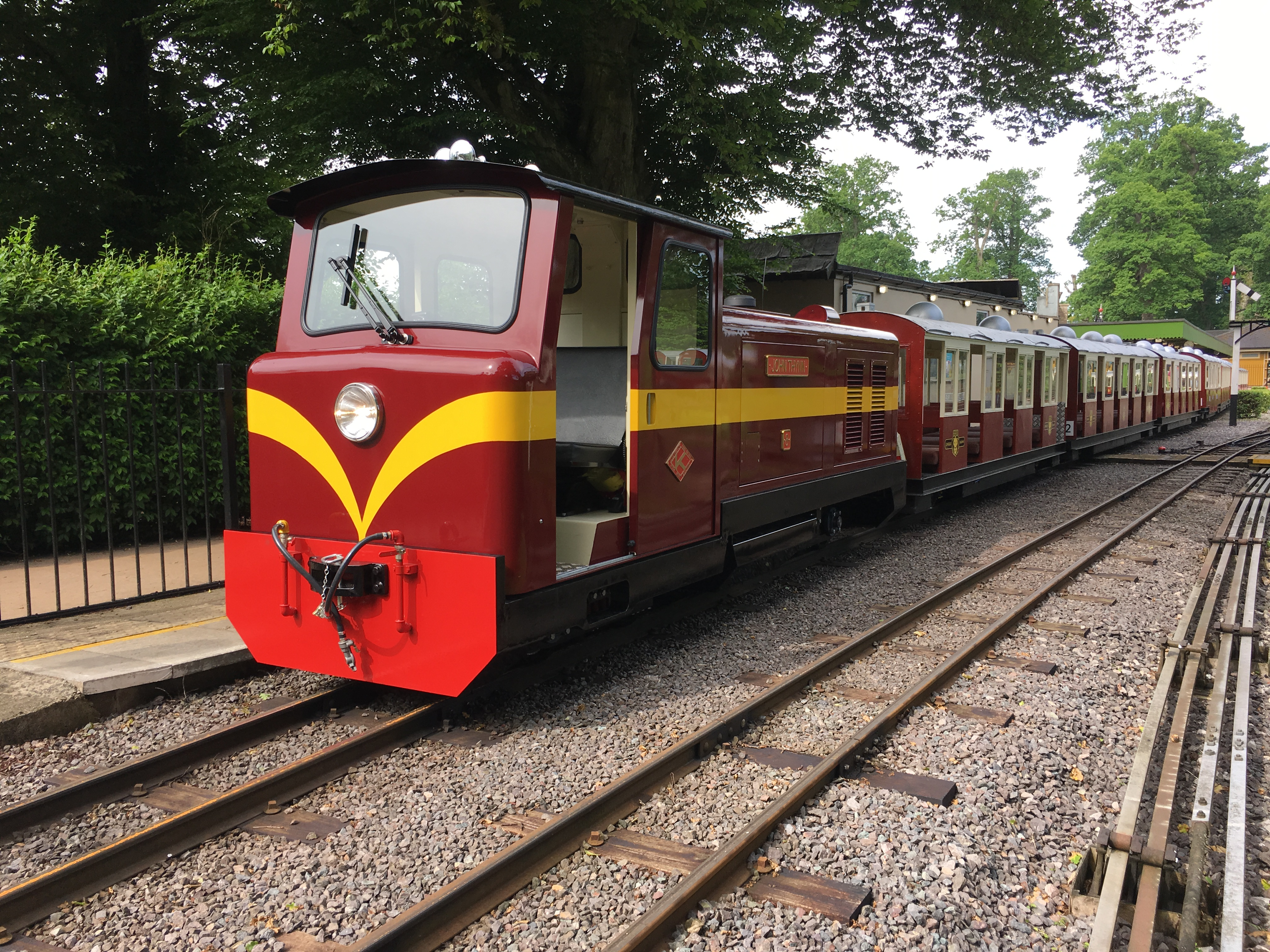
ロングリートの敷地内をめぐるミニ鉄道
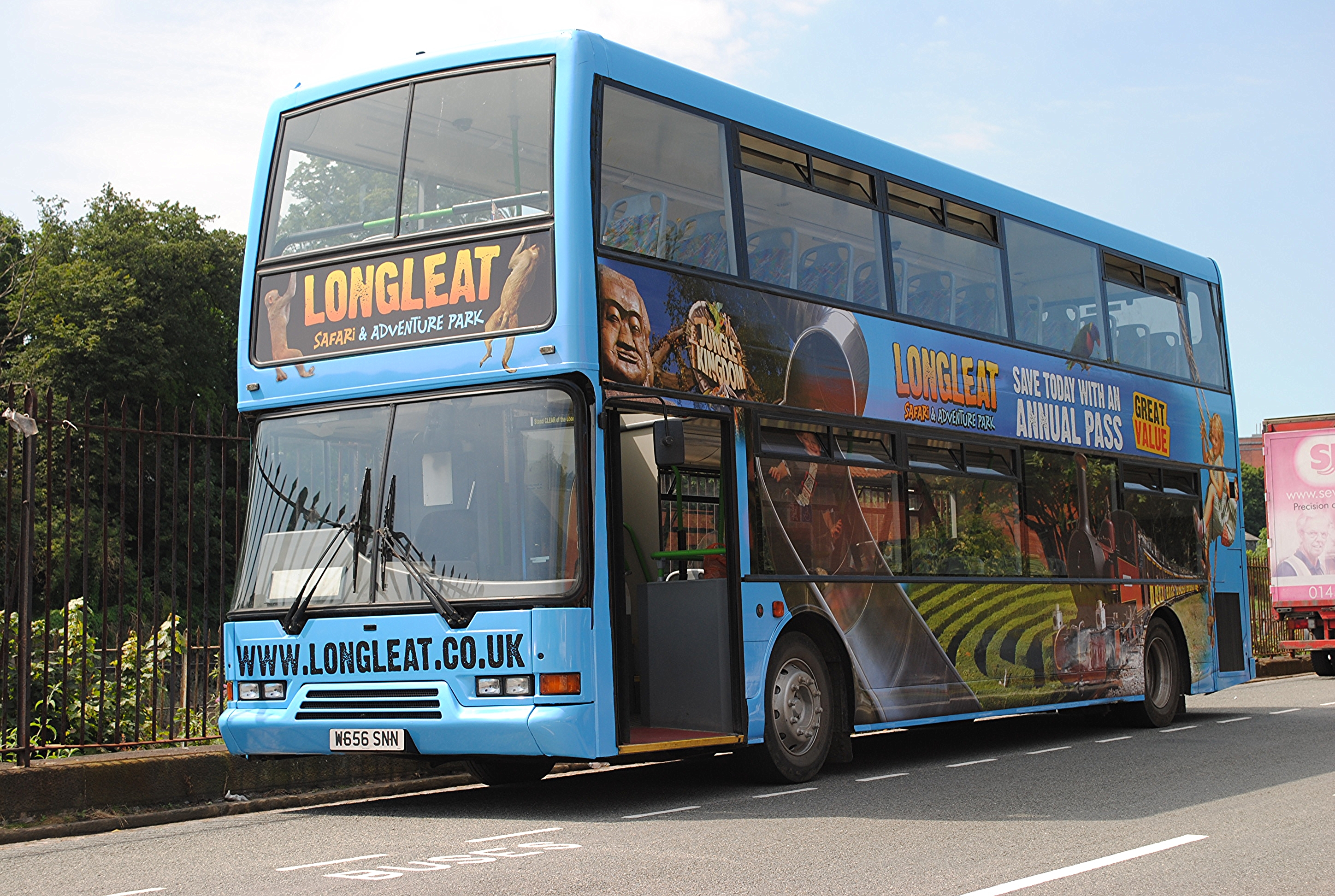
ロングリートのバス
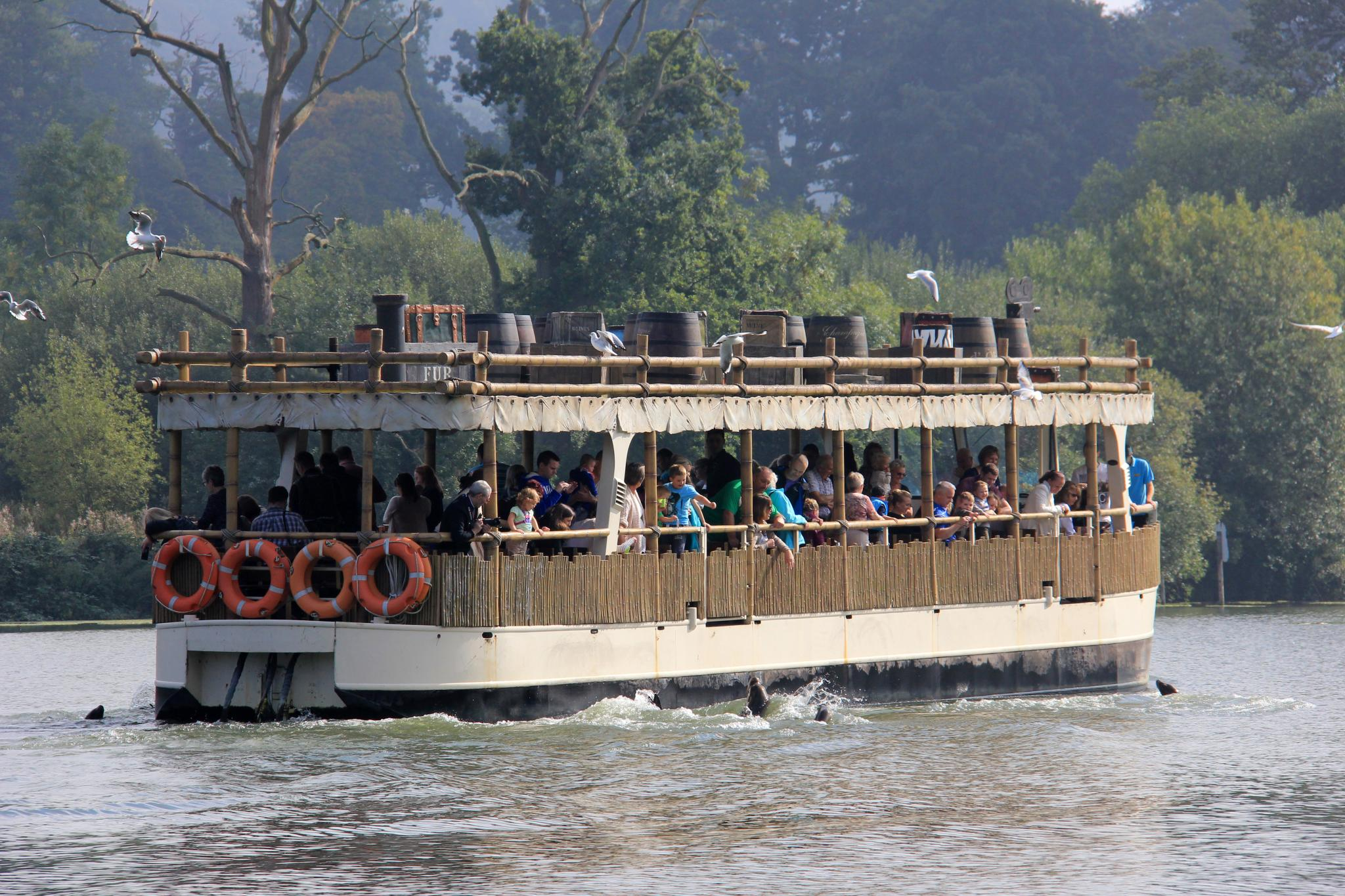
ロングリートの池をめぐるジャングルクルーズ
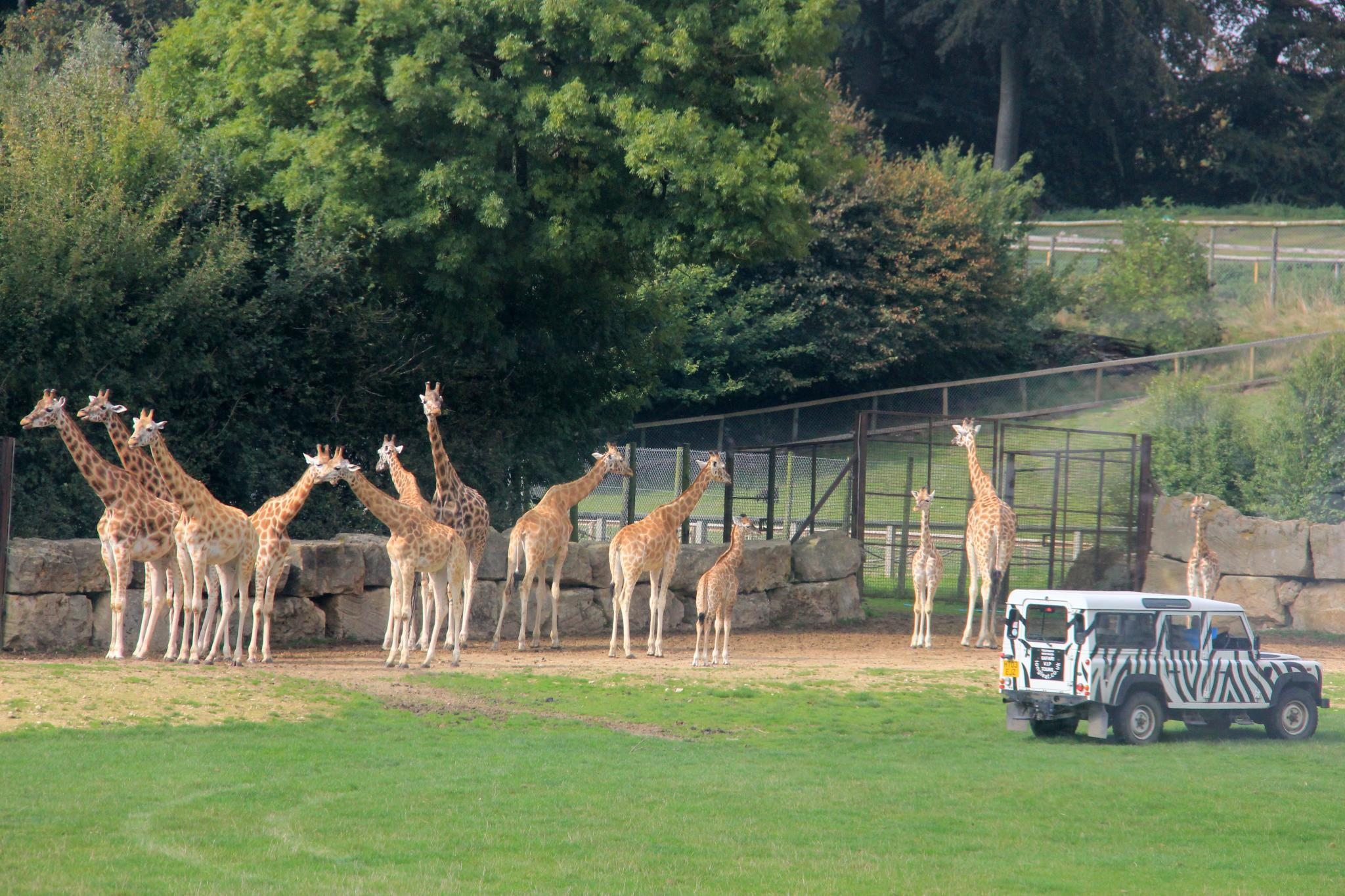
ロングリートのサファリパーク